# Mark Miller (Schauspieler)

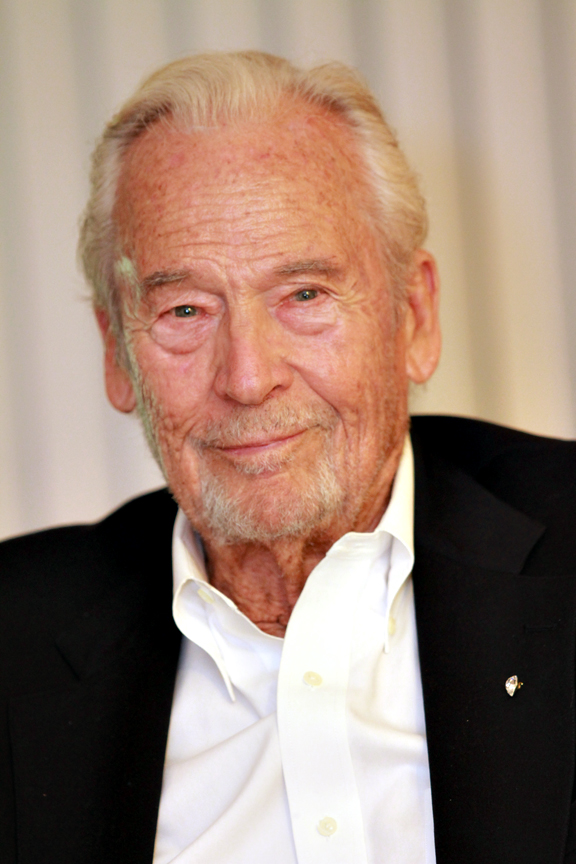
Mark Miller (2015)

Mark Miller (* 20. November 1924 in Houston, Texas; † 9. September 2022 in Santa Monica, Kalifornien) war ein US-amerikanischer Schauspieler, Drehbuchautor und Filmproduzent. Bekanntheit erlangte er vor allem durch seine Auftritte in zahlreichen Fernsehserien.

## Leben
Mark Miller absolvierte 1952 eine Schauspielausbildung an der New York’s American Academy of Dramatic Arts und erhielt sogleich erste Rollen in lokalen Theatern, gefolgt vom Fernsehdebüt im Jahr 1954. Seine erste Filmrolle erhielt Miller 1957 in Mona, die Schwedin.
Größere Bekanntheit erlangte Mark Miller in den Jahren 1960 und 1961 als Teil der Stammbesetzung der in New Mexico angesiedelten Fernsehserie Guestward, Ho! an der Seite von Joanne Dru und J. Carrol Naish. Es folgten Gastauftritte in zahlreichen anderen Serien, die meisten davon aus dem Western-Genre. Von 1965 bis 1967 verkörperte Miller die Rolle des Jim Nash in der Sitcom Unser trautes Heim mit Pat Crowley als Partnerin. Die Serie basierte auf dem Film Meisterschaft im Seitensprung mit Doris Day und David Niven aus dem Jahr 1960.
In den nächsten Jahren folgten Gastauftritte in bekannten Fernsehserien wie General Hospital, Notruf California, Kung Fu, Die Waltons und Die Straßen von San Francisco.
Als Filmschauspieler war Mark Miller unter anderem im Drama Männer – hart wie Eisen von 1963 zu sehen. 1981 spielte er die Hauptrolle im Western/Familienfilm Christmas Mountain. Im folgenden Jahr betätigte sich Miller als Drehbuchautor und Produzent für den Familienfilm Und Savannah lächelt mit Bridgette Andersen als Savannah. Miller selbst spielte eine der Hauptrollen als Alvie Gibbs. Bereits zuvor hatte er für andere Filmprojekte und einzelne Episoden von Fernsehserien als Drehbuchautor und Produzent gearbeitet.
1990 beendete Mark Miller seine Schauspielkarriere. Nach seiner Arbeit am Drama Dem Himmel so nah zog er sich auch als Drehbuchautor aus Hollywood zurück und lebte für mehrere Jahre mit seiner Frau auf einer Ranch in Taos. Miller schrieb bis ins hohe Alter Drehbücher für Theaterproduktionen. Sein Stück Amorous Crossings wurde 2010 mit Loretta Swit in der Hauptrolle in Jacksonville uraufgeführt. 2014 zog Miller nach Los Angeles, wo er 2014 die Produktionsfirma Gypsy Moon Entertainment gründete. Miller war zweimal verheiratet. Seine erste, 1959 geschlossene Ehe wurde 1975 geschieden. Mit seiner zweiten Ehefrau war er seit 1976 verheiratet. Miller ist Vater von sechs Kindern, darunter die Schauspielerin Penelope Ann Miller. Er starb am 9. September 2022 im Alter von 97 Jahren in Santa Monica.

## Filmografie (Auswahl)

### Filme
- 1957: Mona, die Schwedin (Blonde in Bondage)
- 1963: Männer – hart wie Eisen (The Hook)
- 1964: Ein Mann kam nach New York (Youngblood Hawke)
- 1968: European Eye (Fernsehfilm)
- 1974: Der Morgen, als Ginger kam (Ginger in the Morning)
- 1976: Dynamite Trio (Dixie Dynamite)
- 1981: Christmas Mountain (auch als Drehbuchautor)
- 1982: Und Savannah lächelt (Savannah Smiles) – auch Drehbuchautor und Produzent
- 1992: Love Field – Liebe ohne Grenzen (Love Field)
- 1995: Dem Himmel so nah (A Walk in the Clouds) – Drehbuchautor

### Fernsehserien
soweit nicht anders erwähnt jeweils eine Folge.
- 1959: Rauchende Colts (Gunsmoke)
- 1960–1961: Guestward, Ho! (38 Folgen)
- 1962: Alfred Hitchcock präsentiert (Alfred Hitchcock Presents)
- 1965: General Hospital (zwei Folgen)
- 1965–1967: Unser trautes Heim (Please Don’t Eat the Daisies, 58 Folgen)
- 1973: Notruf California (Emergency!)
- 1973/1975: Die Straßen von San Francisco (The Streets of San Francisco; zwei Folgen)
- 1974: Barnaby Jones
- 1974: Kung Fu
- 1974: Die Waltons (The Waltons)